# جزيرة ببا
قرية جزيرة ببا هي إحدى القرى التابعة لمركز ببا في محافظة بني سويف في جمهورية مصر العربية. حسب إحصاءات سنة 2006، بلغ إجمالي السكان في جزيرة ببا 3182 نسمة، منهم 1657 رجل و1525 امرأة.